# 馬氏深海鰩
馬氏深海鰩（學名：Bathyraja maccaini），為軟骨魚綱鰩目單鰭鰩科深海鰩屬的一種，以南極動物學家約翰·C·麥凱恩(John C. McCain)的名字命名，分布於南冰洋奧克尼群島和南設得蘭群島至南極半島海域，深度91至500公尺，體長可達120公分，棲息在深海沙泥底質海域，為底棲性魚類，卵生，雌魚會產下帶有角的長橢圓形卵囊，成對出現，幼魚通常會跟隨較大的個體，屬肉食性，生活習性不明，可做為食用魚。